# Litoral (Chapare)
Litoral (auch: Sindicato Litoral) ist eine Streusiedlung im Departamento Cochabamba im südamerikanischen Andenstaat Bolivien.

## Lage im Nahraum
Litoral liegt in der Provinz Chapare und ist eine Ortschaft im Cantón Villa Tunari im Municipio Villa Tunari. Die Ortschaft liegt auf einer Höhe von 228 m in Nachbarschaft zu Villa Porvenir. Zu der Siedlung gehört die Ausbildungseinrichtung „Unidad Educativa Litoral A“.

## Geographie
Litoral liegt im bolivianischen Tiefland am Nordrand der Cordillera Oriental. Das Klima ist tropisch mit einem ausgeprägten Tageszeitenklima.
Die jährliche Durchschnittstemperatur im langjährigen Mittel liegt bei knapp 27 °C, die Monatstemperaturen liegen zwischen gut 23 °C im Juli und knapp 29 °C im Dezember und Januar (siehe Klimadiagramm Villa Tunari). Der Jahresniederschlag mit 2300 mm weist eine deutliche Regenzeit von Oktober bis April auf, mit Monatsniederschlägen zwischen 160 und 380 mm.

## Verkehrsnetz
Litoral liegt in einer Entfernung von 183 Straßenkilometern nordöstlich von Cochabamba, der Hauptstadt des Departamentos.
Durch das nahe gelegene Villa Tunari führt die 1657 Kilometer lange Nationalstraße Ruta 4, die das Land von Westen nach Osten durchquert. Sie führt von Tambo Quemado an der chilenischen Grenze über Cochabamba und Sacaba nach Villa Tunari und weiter über Santa Cruz nach Puerto Suárez an der brasilianischen Grenze. Zwei Kilometer östlich von Villa Tunari, zwischen den Brücken über den Río Espíritu Santo und den Río Chapare, zweigt von der Hauptstraße die Ruta 24 und von dieser kurz darauf die Gemeindestraße 4204 in nordöstlicher Richtung ab und erreicht über Villa 14 de Septiembre nach 20 Kilometern Litoral.

## Bevölkerung
Die Einwohnerzahl der Ortschaft ist im Jahrzehnt zwischen den beiden letzten Volkszählungen auf das Dreifache angestiegen:
| Jahr | Einwohner         | Quelle       |
| ---- | ----------------- | ------------ |
| 1992 | keine Detaildaten | Volkszählung |
| 2001 | 122               | Volkszählung |
| 2012 | 380               | Volkszählung |
| 2024 |                   | Volkszählung |

Die Region weist einen deutlichen Anteil an Quechua-Bevölkerung auf, im Municipio Villa Tunari sprechen 83,5 Prozent der Bevölkerung Quechua.